# Сепич (притока Іжа)
Сепи́ч (рос. Сепыч) — річка в Удмуртії, Росія, права притока річки Іж. Протікає територією Зав'яловського району та по місту Іжевськ.
Річка починається біля південно-західного підніжжя гори Горіхової. Протікає спочатку на південний схід, біля села Сепич плавно повертає на північний схід. Після села Шудья знову повертає на південний схід і тече в такому напрямку до самого гирла. Впадає до Іжа на південній околиці міста Іжевськ. Береги безлісі, окремі ділянки заболочені, особливо в пригирловій ділянці. Приймає декілька дрібних приток, найбільші з яких ліва притока Чумойка та права Лудорвай. На річці створено декілька ставків.
Над річкою розташовані такі населені пункти Зав'яловського району — Сепич, Козлово, Шудья, Мала Венья, а також місто Іжевськ.